# حقبة المشاعر الحسنة

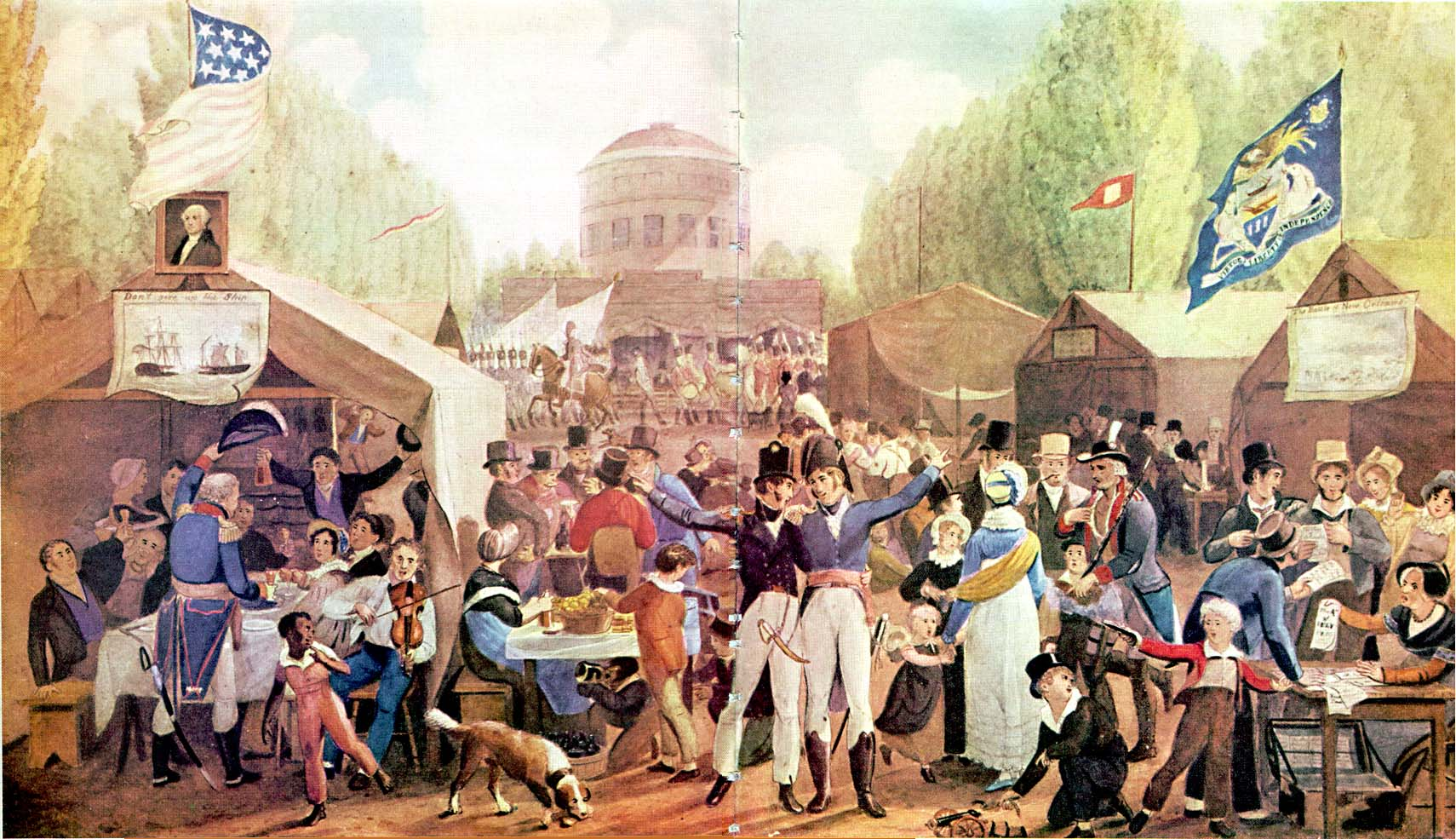

تُشير حقبة المشاعر الحسنة (بالإنجليزية: Era of Good Feelings)‏ إلى فترة سياسية في تاريخ الولايات المتحدة تميّزت بوجود حِسٍّ بالجدوى الوطنيّة، والرغبة بالتوحّد لدى الأمريكيين في أعقاب حرب عام 1812 بين الولايات المتحدة وبريطانيا. شهدت هذه الحقبة سقوط الحزب الفيدرالي الأمريكي ووضع حدٍّ للنزاعات الحزبية المريرة بينه وبين الحزب الديمقراطي-الجمهوري خلال نظام الحزب الأول. كافح الرئيس جيمس مونرو لتقليل حِدّة الانتماءات الحزبية في ترشيحاته، واضعًا نُصب عينيه هدفًا أعلى تمثل في الوحدة الوطنية وإلغاء الأحزاب السياسية بالكامل من السياسة الوطنية. ترتبط هذه الحقبة وثيقًا برئاسة مونرو (1817-1825) وأهدافه الإدارية، ما يجعل اسم الحقبة ورئاسة مونرو فعليّاً مترادفين لفظيّاً.
خلال الانتخابات الرئاسية في العام 1824 وما بعدها، انشق الحزب الديمقراطي-الجمهوري إلى مناصرين لقيَم الوطنية الجاكسونية ومعارضين لها، وهو الأمر الذي نتج عنه نظام الحزب الثاني.
عادةً ما يستخدم المؤرخون تسمية الحقبة بـ«المشاعر الحسنة» كنوعٍ من السخرية أو التشكيك، إذ اتّسم المناخ السياسي في هذه الحقبة بكونه متأزّمًا ومشحونًا بالخلافات، وخصوصاً بين الفرقاء المختلفة داخل إدارة مونرو والحزب الديمقراطي-الجمهوري.
صكّ بينجامين راسل عبارة «حقبة المشاعر الحسنة» في صحيفة كولومبيان سينتينيل التابعة للحزب الفيدرالي في مدينة بوسطن في 12 يوليو 1817، عقب زيارة الرئيس مونرو لمدينة بوسطن، في ولاية ماساتشوستس، كجزء من جولته للنوايا الحسنة في أرجاء الولايات المتحدة.

## حس الوطنيّة في فترة ما بعد الحرب
بدأت حقبة المشاعر الحسنة في العام 1815 ضمن المزاج العام للانتصار الأمريكي الذي عمّ البلاد بعد حرب العام 1812. حلّت نشوة الانتصار محلّ الانقسامات السياسية المريرة بين الحزبيين الفيدراليين والجمهوريّين، بين الشمال والجنوب، وبين مدن الساحل الشرقي للولايات المتحدة ومستوطني التخوم الأمريكية الغربية. انحسرت موجة العداءات السياسية نظرًا لأن الحزب الفيدرالي حلّ نفسه فعليّاً بعد الفشل الذريع لمؤتمر هارتفورد بين 1814 و1815.  بالنظر إليه كحزب، فقد «فشل الفيدراليون كقوة سياسية وطنية». كان الحزب الديمقراطي-الجمهوري صاحب الأغلبيّة شكليّاً، ولكن من ناحية عمليّة فقد كان خاملًا على المستوى الوطني وفي أغلب الولايات.
شهدت هذه الحقبة نزوعًا نحو التأميم يتوخّى «دورًا فيدراليّاً دائمًا في مجال النموّ والازدهار الوطني ذي الأهمية البالغة». بسبب محنة الحرب، كان سلف الرئيس مونرو، الرئيس جيمس ماديسون، والحزب الجمهوري، مدركٌ لنفع المؤسسات والمشاريع الفيدرالية، وحضّر ليضع التشريعات الخاصة بها تحت رعاية جون كالدوين كالهون وهنيري كلاي وخطتهما الاقتصادية المسمّاة «النظام الأمريكي».
أعلن ماديسون هذا التغيير في السياسة من خلال الخطاب السنوي السابع لحالة الاتحاد أمام الكونغرس في ديسمبر 1815، وبعدها أوعز باتخاذ التدابير لإنشاء بنك مركزي ورسوم جمركية وقائيّة على المصنّعين. رغم استخدامه حق النقض بحقّ مشروع قانون العلاوات في العام استنادًا على أسس بنائيّة، كان ماديسون، تمامًا مثل سلفه توماس جيفيرسون، مصمّمًا على إنفاذ إصلاحات داخلية من خلال تعديل الدستور الأمريكي. في رسالة كتبها إلى مونرو في 1817، أعلن ماديسون أنه «لم يكن ثمة وقت أنسب من تلك اللحظة لطرح مثل هذا الاقتراح على الولايات لكي يتمّ إقراره». كان ظهور «الجمهوريين الجُدد» –الممتعضين من السياسات الوطنية الناعمة، كان مقدّمة «لحقبة المشاعر الحسنة» التي سيأتي بها مونرو، وعمّ حينها مناخٌ من التفاؤل الممزوج بآمالٍ عريضة لتحقيق الوئام السياسي.
كان نصر مونرو الحاسم أمام خصمه الفيدرالي روفوس كينج في الانتخابات الرئاسية في العام 1816 متوقّعًا على نطاق واسعٍ لدرجة أن نسبة الإقبال على التصويت كانت منخفضة. عندما تولّى مونرو مهامّ منصبه في مارس 1817 ساد شعورٌ عام بالوفاق السياسي بين الجمهوريين والفيدراليين كذلك.

## مونرو والأحزاب السياسية
خلال فترة رئاسته، كان المتوقّع من مونرو أن يسهّل التقارب بين الأحزاب السياسية من أجل تحقيق الوئام في البلاد وتوحيد الرؤية الوطنية، بدلًا من التركيز على المكاسب الحزبية. حثّه كلا الحزبين على توظيف حزبيّ فيدرالي في حكومته إيذانًا ببدء حقبة من «الوحدة» التي ستسود الأمّة.
قارب مونرو هذه التطوّرات بحذرٍ شديد ومشاورات متأنّية. كرئيس منتخب لم يتقلّد مهامّ منصبه بعد، صاغ مونرو بعناية شديدة الموقف الذي سيتخذه تجاه الفيدراليين ذوي الحجم السياسي المتضائل في رسالة إلى حاكم ولاية تينيسي آندرو جاكسون في ديسمبر 1816.
بدايةً، شدّد مونرو على اعتقاده الراسخ في مناهضته للفيدرالية بأن الحزب الفيدرالي كان ملتزمًا بطموح تنصيب ملَكيّة والإطاحة بالشكل الجمهوري للحُكم في أول فرصة تسنح له. وهكذا، فمن ناحية منطقية وفقًا لمونرو، يصبح فِعل تنصيب حزبيّ فيدرالي في أحد المناصب الإداريّة العليا نوعًا من التأخير للتدهور والانهيار المحتوم للمعارضة. أوضح مونرو بشكل لا لبس فيه في رسالته هذه بأنه لن يسمح لإدارته بأيّ تماسٍّ مع الإيديولوجيا الفيدرالية.
بالدرجة الثانية، كان مونرو ينفر من إشعال أي مشاعر حسد في حزبه في حال ركونه إلى الفيدراليين على حساب الجمهوريين. ولن يسهم هذا الفعل سوى في شقّ الصفوف وإعادة إحياء التحزّب.
ثالثًا، سعى مونرو إلى دمج الفيدراليين السابقين بالجمهوريين كمقدمة للإلغاء الكامل لأيّة روابط حزبية من الحياة السياسية الوطنية، بما في ذلك حزبه الجمهوري. كتب مونرو بأن جميع الأحزاب السياسية كانت بطبعها غير متوافقة مع الحكومة الحرّة. من ناحية مثالية، فإن أمر الحوكمة يُدار بشكل أفضل على أيدي رجالات الدولة المحايدين الذين يعملون لصالح الأمة، وليس انطلاقًا من المصالح الفئويّة أو الطموحات الفرديّة. كان هذا هو «الدمج» –وهو ما يعني الحالة المفترضة من انتهاء الحروب الحزبية وبداية «سياسات الإجماع».
كانت سياسة مونرو شبيهة بالحجج التي اقترحها الرئيس جورج واشنطن في خطاب الوداع في العام 1796 وتحذيراته من «الفرقاء» السياسيين.
كانت السياسة التي اتّبعها مونرو في تفريغ الوزن السياسي للحزب الفيدرالي هي سياسة التجاهل: فقد حُرِموا من جميع أشكال الحظوة السياسية، والمناصب الإدارية، والدعم الفيدرالي من أي نوع. نفذ مونرو سياسته هذه بطريقة مدروسة ودونما رغبة في اضطهاد الفيدراليين: إذ كان هدفه النهائي هو التخلص من أي شكل من أشكال المناصب السلطة السياسية، سواءً على مستوى الدولة أو على مستوى الولايات، وخصوصًا في معاقل الحزب الفيدرالي في نيو إنجلاند. كان مونرو مدركًا بأن أيّ تعبير عن الرضا الرسمي تجاه نشاطات الفيدراليين قد يُحيي فيهم آمال إعادة تنظيم صفوفهم، وهو ما لم يسمح به.
في تصريحاته العلنية، حرِص مونرو على تجنّب الإدلاء بأيّة تعليقات يمكن تفسيرها على أنه متحزّب سياسيّاً. لم يكتفِ مونرو بعدم انتقاد الحزب الفيدرالي فحسب، بل لم يتطرّق إليهم مطلقًا في خطاباته ولو إشارةً، فمن ناحية رسمية، كان الحزب الفيدرالي قد انتهى من الوجود. في لقاءاته الخاصة مع الفيدراليين، ترك مونرو لديهم انطباعًا إيجابيّاً، دون أن يُلزِم نفسه بشيءٍ تجاههم، ومع ذلك ولّد لديهم مشاعر طيّبة، عبر تأكيده بأن سياسته ستكون كريمة الطابع؛ وفي الواقع، تابع مونرو بصمت برنامج «التطهير من الفيدراليين».
وهكذا فقد نجح مونرو في تخفيض السياسات الحزبية لدرجة أنه خاض الانتخابات الرئاسية في العام 1820 تقريبًا دون منافسة. لم يقدّم الفيدراليون مرشحًا لمنافسة مونرو في الانتخابات، واكتفوا بتقديم مرشح لمنصب نائب الرئيس، ريتشارد ستوكتون. كان مونرو ونائبه دانيل دي تومبكينز لِيفوزا بإعادة الانتخابات بالإجماع من خلال المجمع الانتخابي، لولا وجود بعض الناخبين عديمي الولاء فيه؛ فقد دفع أحد الناخبين صوته لجون كوينسي آدامز، بينما أدلى بعض الناخبين (أغلبهم فيدراليون سابقون) بأصواتهم لعدد من المرشحين الفيدراليين لمنصب نائب الرئيس. وكانت تلك آخر انتخابات رئاسية يخوضها مرشح واحد دون منافسة تقريبًا.[بحاجة لمصدر]